# 오트포르
오트포르(세르비아 키릴 자모: Отпор!, 의미: 저항!, Otpor!)는 1998년부터 2004년까지 세르비아(당시 FR 유고슬라비아의 일부)의 정치 조직이었다.
1998년부터 2000년까지의 초기 기간에 오트포르는 시민 항의 단체로 시작하여 결국 유고슬라비아 대통령 슬로보단 밀로셰비치의 영향을 받은 세르비아 당국의 정책에 반대하여 인민 운동(Narodni pokret)이라는 명칭을 채택한 운동으로 변모했다. 2000년 10월 밀로세비치가 타도된 후, 오트포르는 밀로세비치 이후 DOS 연합의 활동을 감시하는 정치적 감시 조직이 되었다. 마침내 2003년 가을에 오트포르는 잠시 정당이 되었는데, 세르비아 의회에서 의석을 확보하는 데 필요한 5% 기준점을 통과하지 못하여 곧 다른 정당과 합병되었다.
밀로세비치가 통제하는 세르비아 당국에 대항하기 위한 조치로 비폭력 투쟁을 실시하는 조직으로 설립되어 가장 잘 알려진 오트포르는 시민 청년 운동으로 성장했으며, 그 활동은 2000년 10월 5일 밀로세비치의 전복과 함께 정점에 달했다. 밀로셰비치에 맞서 2년간 비폭력 투쟁을 벌이는 동안 오트포르는 세르비아 전역으로 퍼져 전성기에 10월 5일 전복에 기여한 공로를 인정받은 70,000명 이상의 지지자를 끌어 모았다.
전복 후 오트포르는 새 정부에 책임을 묻기 위한 캠페인을 시작하여 민주적 개혁과 부패 척결을 촉구하고 헤이그에 있는 국제형사재판소(ICTY)와의 협력을 주장했다.
2003년 선거 직후 오트포르는 민주당 (세르비아)(DS)에 합병되었다.

## 같이 보기
- 특수작전
- 체제 전복
- 심리전
- 색깔 혁명